# ANO 2011
ANO 2011 (ANO) – czeska partia polityczna. Początkowo reprezentowała nurt liberalny i centrowy, następnie przeszła na pozycje konserwatywne; określana także jako ugrupowanie populistyczne.

## Historia
Ugrupowanie powstało w 2011 jako ruch polityczny Akcja Niezadowolonych Obywateli (cz. Akce nespokojených občanů) – w skrócie ANO (pol. TAK). Założył go Andrej Babiš, przedsiębiorca, miliarder, kontrolujący koncern Agrofert. W 2012 został przekształcony w partię polityczną, głoszącą hasła walki z korupcją i uzdrowienia systemu politycznego. Liderami ANO 2011 zostali m.in. były minister kultury Martin Stropnický i były członek Komisji Europejskiej Pavel Telička. Na dwa miesiące przed wyborami do Izby Poselskiej partia zaczęła w badaniach opinii publicznej przekraczać próg wyborczy, a następnie zwiększać swoje poparcie. Ostatecznie w głosowaniu z 25 i 26 października 2013 dostała ponad 18,7% głosów, zajmując drugie miejsce i zdobywając 47 mandatów poselskich.
Ugrupowanie po kilku miesiącach negocjacji przystąpiło do koalicji rządowej, współtworząc wraz z ČSSD i KDU-ČSL rząd Bohuslava Sobotki, w którym przedstawiciele partii objęli 6 ministerstw.
W 2014 po raz pierwszy partia wystartowała w wyborach europejskich, wprowadzając do PE VIII kadencji czteroosobową reprezentację. Przystąpiła też do Partii Porozumienia Liberałów i Demokratów na rzecz Europy, którą opuściła w 2024.
W ramach koalicji z socjaldemokratami dochodziło do częstych sporów na tle zarzutów o konflikt interesów Andreja Babiša. Ostatecznie w maju 2017 lider ANO 2011 odszedł z rządu. Partia jednocześnie utrzymywała pierwsze miejsce w sondażach. Ostatecznie zwyciężyła w wyborach z 20 i 21 października 2017, otrzymując 29,6% głosów i 78 mandatów.
Po nieudanych negocjacjach lider partii zapowiedział utworzenie rządu mniejszościowego. 13 grudnia 2017 prezydent Miloš Zeman dokonał zaprzysiężenia członków gabinetu Andreja Babiša, składającego się w większości z polityków ANO 2011 i osób bezpartyjnych ściśle współpracujących z tym ugrupowaniem. 27 czerwca 2018 powstał drugi rząd Andreja Babiša, tworzony przez ANO 2011 i Czeską Partię Socjaldemokratyczną, dla którego poparcie w parlamencie zadeklarowała Komunistyczna Partia Czech i Moraw.
W 2019 partia zajęła w Czechach pierwsze miejsce w wyborach europejskich, uzyskując sześć miejsc w Europarlamencie IX kadencji. W wyborach krajowych w 2021 z wynikiem 27,1% głosów ugrupowanie przegrało z centroprawicową koalicją SPOLU; zdobyło jednak od niej o 1 mandat więcej (łącznie 72). Po wyborach ugrupowanie znalazło się w opozycji. W 2024 ANO 2011 zwyciężyło w kolejnych wyborach do PE.

## Poparcie w wyborach
Wybory do Izby Poselskiej
| Wybory | Wynik        | Wynik | Mandaty | Zmiana |
| Wybory | Głosy (tys.) | %     | Mandaty | Zmiana |
| ------ | ------------ | ----- | ------- | ------ |
| 2013   | 927          | 18,7  | 47/200  | –      |
| 2017   | 1500         | 29,6  | 78/200  | 31     |
| 2021   | 1458         | 27,1  | 72/200  | 6      |

Wybory do Parlamentu Europejskiego
| Wybory | Wynik        | Wynik | Mandaty | Zmiana |
| Wybory | Głosy (tys.) | %     | Mandaty | Zmiana |
| ------ | ------------ | ----- | ------- | ------ |
| 2014   | 245          | 16,1  | 4/21    | –      |
| 2019   | 502          | 21,2  | 6/21    | 2      |
| 2024   | 776          | 26,1  | 7/21    | 1      |